# 小栗さくら
小栗 さくら（おぐり さくら、11月27日 - ）は、日本の歴史タレント、歌手、作詞家、声優、歴史小説家。アクタープロ「亮」所属。

## 来歴
東京都府中市出身。鹿児島と東京・多摩出身の父母のもとに生まれる。駒澤大学文学部卒業。博物館学芸員の資格をもつ。
- 中学生の時に司馬遼太郎の歴史小説『燃えよ剣』を読み、歴史に興味を持ち始める。
- 演劇学校に通い声優の道を目指すが、幼い頃から好きであった歌の道に進むことを決める[1]。
- 2006年、歴史をテーマに歌う歴史系アーティスト「さくらゆき」[2]を結成。ボーカルの一人として活動を始める（詳細はさくらゆきの項目参照）。さくらゆきの作詞家としても活動。
- 2009年 8月、さくらゆき1stシングル「雷霆の龍」リリース（以後、2018年までに9枚のシングル、4枚のアルバムを発売）
- 2010年 1月、アクタープロ/亮への移籍後、「歴史アイドル（歴ドル）」としてタレント活動を開始。以後、タレント・司会・講演活動など幅広く活動。
- 2010年 6月、「さくら」から「小栗さくら」へ改名。苗字の小栗は、尊敬する幕末の人物小栗忠順に由来[3]。
- 2012年 8月、長野県諏訪市ご当地キャラクター「諏訪姫」の声優に決定[4]（諏訪姫は武田信玄の側室である諏訪御料人をイメージしたキャラクター）[5]。
- 2012年 9月、日本販売株式会社企画の「信長戦国歴史検定」の公式サポーターに就任[6]。
- 2014年10月、さくらゆき1stアルバム「戦国―乱世の軌跡―」リリース。
- 2015年12月、さくらゆき2ndアルバム「戦国―赤き絆―」リリース。
- 2016年 1月、BS12「せいこうの歴史再考」準レギュラー出演。
- 2016年 8月、「歴史アイドル」から『歴史タレント』の肩書になる。
- 2016年10月、さくらゆき3rdアルバム「戦～今を生きる～」リリース。
- 2017年10月、FMみょうこうラジオドラマ「軍神～上杉謙信～」に出演。春日虎綱と近衛タツの二役を担当し武将と姫の役を演じ分ける[7]。
- 2018年 6月、FM-J×FMみょうこう「nama・sute 」のメインパーソナリティとしてレギュラー出演(月1回、11月迄)
- 2018年 8月、さくらゆき4thアルバム「決意～戦国と幕末～」リリース。
- 2018年 9月、初小説『歳三が見た海』を講談社「小説現代」2018年10月号で発表[8]。
- 2019年11月、さくらゆき5thアルバムの2020年秋リリース予定を発表。
- 2019年11月、NHK「歴史秘話ヒストリア」天空の城 - 備中松山城にパート出演。
- 2020年 3月、小説『波紋』を講談社「小説現代」2020年4月号で発表。武川佑と対談（聞き手:末國善己「日本史を愉しむ方法、教えます！」p.330～337）。
- 2022年４月、講談社より初の単行本『余烈』を発売。

### 人物
- 芸能活動以前は博物館学芸員を目指していた。
- 趣味は史跡巡りで、特に歴史上の人物の墓所に行くことが多い。週刊実話では「歴ドル小栗さくらニッポン偉人墓所巡りの旅」という歴史コラムを連載。
- 歴史上の人物では土方歳三を最も好きな人物とし、小栗忠順を最も尊敬する人物と語っている[9]。土方歳三を描いた「青き夢」という楽曲の作詞・作曲を手がけた。
- 大学での専攻は幕末史だが、戦国時代 (日本)や源平合戦時代など日本史を中心に歴史に深く興味を持つ。卒論のテーマは小栗上野介忠順だった。
- 好きな人物は、幕末では土方歳三、小栗忠順、高杉晋作、大久保利通、中岡慎太郎等、戦国では石田三成、真田三代、直江兼続等、源平では藤原秀衡、平清盛等。
- さくらゆきとして「真田三代戦国歴史検定」[10]や「関ヶ原検定」[11]の公式サポーターを務めている。
- さくらゆきでの作詞のほか、和装侍系音楽集団MYST.にも作詞提供する[12]。
- 戦国無双シリーズが好きなことを公言しており、出演した旅番組[13]でも戦国無双の刀剣展を紹介している。

## 出演
※歴史系アーティスト さくらゆき としての出演は「さくらゆき」を参照。

### テレビ

#### レギュラー
- 「せいこうの歴史再考」（毎週月曜日 21:00～BS12）2016年1月18日～2017年3月13日

#### ゲスト出演、ほか
- 「熱中スタジアム～お江戸・第一夜～」(NHK-BS2)2010年4月2日
- 「熱中スタジアム～お江戸・第二夜～」(NHK-BS2)2010年4月9日
- 「熱中スタジアム～戦国ディープ女子道・第一回～」(NHK-BS2)2011年9月22日
- 「熱中スタジアム～戦国ディープ女子道・第二回～」(NHK-BS2)2011年9月29日
- 「NEWS 5 PLUS」(岐阜放送)2012年10月4日
- NBS月曜スペシャル「長野松代おいしい歴史旅～歴史アイドル小栗さくらと歩く秋の城下町～」(長野放送)2013年11月4日
- 「おはようコールABC」(朝日放送)2013年12月2日
- 「侃侃諤諤スペシャル」(テレビ朝日)2013年12月7日(本当にスゴい武将は？)
- 「侃侃諤諤」(テレビ朝日)2013年12月13日(織田信長VS武田信玄)
- NBS「フォーカス∞信州～絶景！温泉！グルメ満載！信州→金沢バスツアー！！歴ドルと行く三つ星観光地　高山・白川郷経由金沢へ」(長野放送)2015年5月15日
- 「みんなのニュース」(テレビ静岡)2015年6月29日
- NBS「フォーカス∞信州～発見！真田一族　ゴルゴ松本のなるほど上田ツアー」(長野放送)2015年7月10日
- NBS「フォーカス∞信州～大河俳優＆歴女と巡る！真田一族発見ツアー」出演(高木渉ほか)。(長野放送)2016年4月22日
- NBS「フォーカス∞信州～信州人が見た幕末～」(長野放送)2017年3月17日
- NBS「フォーカス∞信州～信州人が築いた蚕糸王国～」出演 (長野放送)2017年6月16日
- 「風雲児たち」解体新書〜2018正月時代劇の魅力を徹底解剖！(NHK総合) 2018年1月1日(漫画家みなもと太郎の仕事場を直撃)[14]
- BS11「歴史科学捜査班 〜徹底比較！信長VS秀吉〜」2019年9月30日（信長側として秀吉側のブロードキャスト!!房野史典とVS。司会:宮本隆治、高橋真理子）
- TBS「クイズ！オンリー1」2019年10月15日19時〜（高橋英樹、松村邦洋らと共に回答者として）
- NHK「歴史秘話ヒストリア」天空の城- 備中松山城パート出演 2019年11月6日
- 第49回信玄公祭り実況生放送（NNS日本ネットワークサービス）2022年10月29日
- 第50回信玄公祭り実況生放送（NNS日本ネットワークサービス）2023年10月28日

### 映画
- 「ギャルバサラ－戦国時代は圏外です－」侍女(竹)役。(主演:有村架純)2011年11月26日公開、角川

### インターネット
- 「電波研究社」 ゲスト(ニコニコ動画生放送)2011年11月10日
- コーエーテクモゲームス「信長の野望創造スペシャル生放送」MC (竹本英史と)。(ニコニコ動画生放送)2013年12月1日
- コーエーテクモゲームス「戦国無双4発売直前SP」MC (竹本英史と)。ゲスト:草尾毅、小西克幸(2014年3月13日)
- コーエーテクモゲームス「戦国無双4Empires発売直前SP」MC (竹本英史と)。ゲスト:藤本たかひろ(2015年9月8日)
- ザブングル松尾陽介「ぶるぺん」ゲスト (美甘子、堀口茉純と)2016年8月23日
- LINE LIVE「藤岡弘、が参列『大多喜お城まつり』！いざ本多忠勝の武者行列！」進行(2016年9月25日)
- LINE LIVE「山本耕史が関ケ原に降臨！甲冑で武者行列」進行 (2016年10月16日)
- コーエーテクモゲームス「戦国無双～真田丸～」発売直前SP生放送　MC (竹本英史と)。ゲスト:草尾毅、三宅健太(2016年11月21日)
- 楽天スーパーライブTV「節分特集」ゲスト。MC:パワフルコンビーフ(2017年2月20日)
- コーエーテクモゲームス「信長の野望Online」公式生放送（2020年1月26日、2023年6月12日[15]）
- コーエーテクモゲームス「信長の野望 覇道」公式生放送（2023年2月28日、5月30日、8月28日、11月28日、2024年2月27日、5月28日、8月27日、11月26日、12月24日、2025年1月28日、2月25日、3月25日、4月29日、5月27日[16]、6月24日[17]、7月29日）

### CM
- 諏訪姫CM 1/7フィギュア編(ピーエムオフィスエー)(テレビ信州)2013年11月23日
- 諏訪姫CM PLUM SHOP編(ピーエムオフィスエー)(テレビ信州)2013年11月23日
- 諏訪姫CM お正月編(ピーエムオフィスエー)(テレビ信州)2014年1月1日-2014年1月4日
- マイクロソフトCM「もし幕末にPowerPointがあったら」2016年11月25日-
- LIXIL CM長野版 諏訪姫・声優 (2017年7月28日-)

### ラジオ
- ABCラジオ「ちょっといい話」(朝日放送)2014年2月8日
- ABCラジオ「ちょっといい話」(朝日放送)2014年3月29日
- SBCラジオ「ラジオ　すわひめパラドックス！」(SBC)2016年5月15日
- FMとうみ「attention！」ゲスト (長野里美、真田徹、押森慎と)。MC:田中博文(2017年2月4日)
- FMみょうこう オリジナルラジオドラマ「戦国ファンタジー『軍神～上杉謙信～』(全十話)春日虎綱、近衛たつ役。村上新悟ほか(2017年10月～2018年)[18]

### ゲーム
- 「すわひめパラドックス！！ぽんぽこ♪音絵巻」諏訪姫役（2013年2月12日-）
- 「信長の野望 覇道」コーエーテクモゲームス（2025年2月 - 、浅井江CV[19]、島津亀寿CV、2025年5月 - 、珠CV[20]）

### イベント・司会・講師
- 吉本興業「クイズ坂本竜馬」特別講師（東京都渋谷区）2010年2月21日
- ドラマ『新撰組PEACEMAKER』最終回スペシャルMC（東京都港区）2010年3月21日
- 映画『獄に咲く花』試写会MC (東京都港区)2010年4月5日
- 「東京ゲームショウ2010」 コーエーテクモゲームス「維新の嵐 疾風龍馬伝」トークショー(東京都江東区)2010年9月18日
- 「歴史時代絵巻ながの２０１０秋の陣」トークショー（長野県長野市）2010年9月18日、19日
- 「三成生誕450年祭」トークショー（滋賀県長浜市）2010年11月6日

- セガ戦国大戦／「戦国カンファレンス」コメンテーター (東京都千代田区)2011年1月16日
- 小栗さくらに続け「丸亀歴女歴メンブロガー募集PR」(香川県丸亀市)2011年7月22日
- 「関ケ原合戦まつり2011」坂本雅央、小栗さくらトークバトル (岐阜県不破郡関ケ原町)2011年10月16日
- 「薄桜鬼と新選組はじまりの地～日野本陣鼎談～」 MC。ヤマサキオサム、宮川清蔵、井上雅雄（東京都日野市）2012年3月25日
- 「ひの新選組まつり～負けるな会津！パネルディスカッション」トークショー（東京都日野市）2012年5月12日
- 「ひの新選組まつり」隊士パレード MC（東京都日野市）2012年5月13日
- 「がんばっぺ福島　チャリティーダンス＆トーク」MC（東京都日野市）2012年6月16日
- 「お諏訪祭り」諏訪姫役（長野県諏訪市）2012年9月15日
- 「東京ゲームショウ2012」コーエーテクモゲームス「信長の野望オンライン」ステージゲスト・ゲストプレイヤー（東京都江東区）2012年9月22日、23日
- 京都「太秦戦国祭り」スクウェアエニックス「戦国IXA」MC。ゲスト:水島大宙、立花慎之介　（京都府京都市）2012年12月9日
- 「仙台真田2013IN蔵王 真田徹・小栗さくら歴史対談トークショー」（宮城県蔵王町）2013年6月9日
- 「真田三代戦国歴史検定」 講演会（長野県上田市）2013年7月14日
- 「PLUM祭り　諏訪姫3歳バースデー」諏訪姫役（長野県諏訪市）2013年7月14日
- 「諏訪モーターフェスティバル」諏訪姫役（長野県諏訪市）2014年4月5日
- 「諏訪姫ファンクラブミーティング」諏訪姫役（長野県諏訪市）2014年4月5日
- 「天王寺真田幸村博プレイベント」 真田徹・小栗さくらトークショー（大阪府大阪市）2014年5月4日
- 「信州上田 真田コンシェルジュ養成特別講座」 講師（長野県上田市）2014年11月9日
- 「PLUM　冬ざんまい」諏訪姫役（東京都千代田区）2014年12月14日
- 「天王寺真田幸村博～赤備えの章～」真田幸村トークショーナビゲーター（大阪府大阪市)2015年5月10日
- 「真田コンシェルジュ養成講座」平山優講演　司会（長野県上田市）2015年6月20日
- 「駿府天下泰平まつり」 手習い所講師（静岡県静岡市葵区）2015年9月22日
- 「第三回全国城サミットin大垣」パネルトーク：小和田哲男ほか（岐阜県大垣市）2015年10月3日
- 「真田コンシェルジュ養成講座」丸島和洋講演会 司会（長野県上田市）2015年10月17日
- 「石田三成祭2015」 真田徹・小栗さくらトークショー（滋賀県長浜市）2015年11月1日
- 「真田幸村の至宝展～スペシャルトーク～」（大阪府大阪市）2016年1月7日
- 「上田NINJAフェスティバル」 司会 (グレート無茶と)（長野県上田市）2016年2月21日
- 「歴史ビジネス最前線」 講師（2016年2月25日）
- 「天王寺公園茶臼山エリアリニューアルイベント～歴ドル語る・大河ドラマ真田丸の楽しみ方～」トークショー(2016年3月19日)
- 「真田十勇士ガーデンプレイス～真田の章・戦魂トークショー～」　小西克幸ほか（2016年4月16日）
- 「上田真田まつり～真田幸村クロニクル～」平山優、鈴木智博と鼎談(2016年4月24日)
- 「しなの鉄道　観光列車ろくもんの旅」車内トークショー（長野県）2016年6月9日
- 「真田女子会in沼田」ゲスト (長野里美、中島亜梨沙と)。（群馬県沼田市）2016年6月12日
- NHK大河ドラマ「真田丸」真田三代花火大会オープニングアクト司会。ゲスト：寺島進、長野里美、中島亜梨沙、大野泰広(長野県上田市)2016年8月6日
- NHK大河ドラマ「真田丸」真田兄弟トークショー@秋田　解説。ゲスト：草刈正雄、栗原英雄 (サプライズゲスト：中原丈雄、村上新悟)（秋田県由利本荘市）2016年9月22日
- NHK大河ドラマ「真田丸」大多喜お城まつり インタビュアー。ゲスト：藤岡弘、  (千葉県大多喜市)2016年9月25日
- 関ケ原合戦まつり 「山本耕史in関ケ原～笹尾山で三成を語る～」トークショー聞き手。ゲスト：山本耕史  (岐阜県不破郡関ケ原)2016年10月16日
- NHK大河ドラマ「真田丸」「真田丸トークショーin駿河台大学」司会。ゲスト:新納慎也、村上新悟、黒田基樹 (埼玉県飯能市)2016年10月29日
- 「書の道」オープニングイベントミニトークショー(東京都渋谷区)2016年11月15日
- コーエーテクモゲームス「戦国無双～真田丸～」完成発表会 司会。ゲスト:シブサワ・コウ、草尾毅、高野麻里佳 (2016年11月18日)
- ワールドサムライサミット トークショー「センゴク対談 サムライトーク」出演(宮下英樹、クリス・グレンと) (愛知県長久手市)(2016年11月19日)
- コーエーテクモゲームス「戦国無双～真田丸～」トークショー 出演 (鯉沼久史、鈴木智博と)(長野県上田市)2016年11月20日
- NHK大河ドラマ「真田丸」とちラブトークショー　MC (大野泰広と)。ゲスト:栗原英雄、村上新悟、高木渉、迫田孝也(栃木県小山市)2016年11月23日
- 「歴史対談　仙台真田氏～地域に受け継がれた真田の血脈」出演 (真田徹、片倉邦雄、若柳梅京と)(宮城県蔵王町)2016年12月3日
- 真田十勇士ガーデンプレイストークショー「上田へ駆ける想い、幸村最期の手紙」出演 (遠近孝一、鈴木智博と)2016年12月4日

- NHK大河ドラマ「真田丸」～2016ファイナルトークショーin上州真田～　MC。ゲスト:挾土秀平、高木渉、迫田孝也、大野泰広(群馬県東吾妻町)2016年12月11日
- NHK大河ドラマ「真田丸」トーク！トーク！トーク！毎日ライブin信州上田(長野県上田市)2016年12月12～18日
  - 大坂の陣・豊臣の将が語る日～MC (長野里美、大野泰広と)。ゲスト:岡本健一、小林顕作、今井朋彦、白石隼也、小手伸也(2016年12月12日)
  - 「真田太平記」と「真田丸」を語る日～MC (長野里美、大野泰広と)。ゲスト:榎木孝明、木之元亮(2016年12月13日)
  - 賤ヶ岳の三本槍が語り合う日～MC (長野里美、大野泰広と)。ゲスト:小林隆、近藤芳正、深水元基(2016年12月14日)
  - 大坂の陣・豊臣の将と語る日～MC (長野里美、大野泰広と)。ゲスト:哀川翔、阿南建治、中川大志、小手伸也(2016年12月15日)
  - 真田家と切っても切れない矢澤親子が語る日～MC (長野里美、大野泰広と)。ゲスト:綾田俊樹、大泉洋、迫田孝也　(2016年12月16日)
  - 第一部・室賀暗殺について語るひととき～MC (長野里美、大野泰広と)。ゲスト:西村雅彦、中原丈雄、栗原英雄(2016年12月17日)
  - 第二部・真田家・次の世代を語る夕べ～MC (大野泰広と)。ゲスト:中原丈雄、長野里美、高木渉、広田亮平、浦上晟周(2016年12月17日)
  - 戦国の調略について語る夜～MC(迫田孝也と)。ゲスト:栗原英雄、前川泰之、村上新悟、山西惇(2016年12月17日)
  - 「真田丸」最終回パブリックビューイング　出演 (草刈正雄、長野里美、高木渉、藤本隆宏、迫田孝也、大野泰広、広田亮平、浦上晟周、三浦文彰と)(2016年12月18日)
- 山家神社節分厄除大祭[21]　出演 (長野里美ほか「真田丸」出演者らと)(長野県上田市)2017年2月3日
- NHK大河ドラマ「おんな城主直虎」～直虎ふるさとトークショー～　MC。ゲスト:財前直見、梅沢昌代(静岡県浜松市)2017年4月12日
- NHK大河ドラマ「真田丸」～制作の舞台裏～　MC。ゲスト：吉川邦夫、丸島和洋（長野県上田市）2017年9月1日
- 阪急交通社 映画「関ヶ原」公開記念イベント（JR大阪・京都駅 - JR彦根駅）2017年9月18日
- 関ケ原合戦祭り「戦国一の猛将・島津義弘を語る」 - 麿赤兒、岩川拓夫（岐阜県不破郡関ケ原町）2017年10月14日
- 明治維新150周年PRトークショー「幕末の偉人が愛した鹿児島の食」 - 岩川拓夫（愛知県名古屋市）2017年10月15日
- 第11回信長学フォーラム - 矢部健太郎、細江茂光、本郷和人（岐阜県岐阜市）2017年11月26日
- 「風雲児たち～蘭学革命篇～」カウントダウン・トーク！in佐賀（佐賀県佐賀市）2017年12月30日
- 「風雲児たち～蘭学革命篇～」放送日前日スペシャルトークin中津（大分県中津市）2017年12月31日
- 山家神社節分祭 - 長野里美、迫田孝也、大野泰広（長野県上田市）2018年2月3日
- 仙台真田氏歴史セミナー「真田幸村と後藤又兵衛」 - 真田徹、後藤基保（宮城県刈田郡蔵王町）2018年3月18日
- 関ケ原武将シリーズ「小早川秀秋作家トーク」 - 矢野隆、天野純希（岐阜県不破郡関ケ原町）2018年5月26日
- NHK宇都宮×足利市「時代劇裏話×ミニトーク＆殺陣体験」 - 中川邦史朗、佐藤政之（栃木県足利市）2018年6月10日
- 小栗上野介企画展 記念鼎談 - 手島仁、村上泰賢（群馬県高崎市）2018年11月4日
- 山家神社節分祭 - 長野里美、栗原英雄、高木渉、大野泰広（長野県上田市）2019年2月3日
- 第6回全国城サミットinかごしま志布志 - 外山雄大、東川隆太郎（鹿児島県志布志市）2019年2月23日
- 大河ドラマいだてんトークツアーin熊本県玉名市 - 中村獅童、久野倫太郎、宗茂、宗猛（熊本県玉名市）2019年3月2日
- 関ケ原2019春一番フォーラム「村上新悟 関ケ原を語る」 - 村上新悟、小和田哲男（岐阜県不破郡関ケ原町）2019年3月24日
- 関ケ原春の武将イベント―小早川秀秋―「歴女トークショー」 - 高橋ひかる、小日向えり（岐阜県不破郡関ケ原町）2019年5月25日
- クラブツーリズム「江戸VS島津～戦国と幕末」 - 岩川拓夫（東京都新宿区）2019年6月1日
- 島津義弘没後400年シンポジウム「戦国島津最前線」 - 新名一仁、宮下英樹、川越宗一、松尾千歳、岩川拓夫（鹿児島県鹿児島市）2019年7月21日
- 大河ドラマいだてんトークツアーin三重県桑名市 - 中村勘九郎、瀬古俊彦（三重県桑名市）2019年8月4日
- 大河ドラマいだてんトークツアーin愛知県岡崎市 - 阿部サダヲ、林遣都（愛知県岡崎市）2019年8月18日
- 第15回なめがた新選組まつり（茨城県行方市）2019年9月15日
- 関ケ原合戦祭り2019スペシャルトーク「島津義弘と戦国島津を語る」 - 天野純希（岐阜県不破郡関ケ原町）2019年10月19日
- 関ケ原秋の武将イベント―島津の退き口―「薩摩を語る」 - 桐野作人、岩川拓夫（岐阜県不破郡関ケ原町）2019年10月20日
- 島津義弘没後400年特別イベント - 桐野作人、小和田泰経、岩川拓夫、江川央生、宮坂俊蔵、竹本英史（鹿児島県鹿児島市）2019年10月26日
- 熊本市つながるTOKYO「歴女が語る、熊本城の魅力」 - いなもとかおり（東京都渋谷区）2019年10月31日
- 全国山城サミット - 吉川邦夫（岐阜県可児市）2019年11月10日
- 山家神社節分祭 - 長野里美、栗原英雄、迫田孝也、村上新悟、大野泰広（長野県上田市）2020年2月3日
- 丸毛サミット（岐阜県安八郡輪之内町）2020年2月22日
- 歴史ドラマ時代考証が語る「明智光秀が生きた時代」 - 小和田哲男（岐阜県可児市）2020年11月14日
- 信玄公生誕500年記念キックオフイベント - 平山優（山梨県甲府市）2021年3月20日
- 木崎原合戦450年記念トークショーINえびな市 - 新名一仁、深港恭子、岩川拓夫（宮崎県えびな市）2022年7月18日
- 大関ケ原祭2022「将軍！徳川家康を語る」 - 松平健、小和田哲男、竹下景子（岐阜県不破郡関ケ原町）2022年10月9日
- 大関ケ原祭2022「ときめき！関ケ原塾」 - 山之内すず（岐阜県不破郡関ケ原町）2022年10月10日
- 関ケ原合戦祭り2022トークショー - 村井美樹（岐阜県不破郡関ケ原町）2022年10月16日
- 千姫　お姫様体験（三重県桑名市）2023年5月9日
- 桑名市大河ドラマ誘致プロジェクト「藤岡弘、さんが語る「本多忠勝」」 - 藤岡弘、（三重県桑名市）2022年8月27日
- 山城に行こう！2023 - 中井均、加藤理文、春風亭昇太、栗原響大（岐阜県可児市）2023年11月12日
- 第二回ブラサクラ～近江、草津・石山・膳所～（滋賀県）2024年2月17日
- 第三回ブラサクラ～大阪夏の陣、八尾・若江の戦い編～（大阪府）2024年3月27日
- 石田三成スペシャル「集え西軍ふぉろわー！関ケ原前夜の陣！」 - 石田三成＠ZIBU（岐阜県不破郡関ケ原町）2024年9月14日
- 大関ケ原祭2024「山本耕史 笹尾山で語る」 - 山本耕史（岐阜県不破郡関ケ原町）2024年10月20日
- コーエーテクモゲームス「信長の野望 覇道」公式オフ会（神奈川県横浜市）2024年12月1日
- 山城に行こう！2024 - 香川元太郎、中井均、加藤理文、春風亭昇太（岐阜県可児市）2024年12月8日
- ブラサクラ～三重・桑名編～（三重県桑名市）2024年12月14日
- さくらゆきグルメ飲食会（東京都江戸川区）2025年2月22日
- 大河ドラマ「豊臣兄弟！」トークショーin長浜[22][23] - 松川博敬（滋賀県長浜市）2025年3月1日
- EXPO2025大阪・関西万博トークセッション「連歌を愛した侍 三好長慶」[24] - 逢坂伸子、菅原善隆（大阪府大阪市此花区）2025年5月27日
- 歴史講演会「石田三成～ひととなりとその人生～」（滋賀県長浜市）2025年7月27日

### タイアップ
- 真田雁丸屋サポーターズ
- 映画「ギャルバサラ－戦国時代は圏外です－」オフィシャルサポーター(2011年10月15日 - )
- 長野県諏訪市ご当地キャラクター諏訪姫声優 (2012年8月22日 - )[25]
- 信長戦国歴史検定 公式サポーター(2012年9月14日 - )
- 関ケ原観光大使（2021年12月12日-）
- いずのくに北条PR大使(2022年２月23日-)

## 作品

### 小説

#### 単行本
- 『余烈』講談社（土方歳三側近・立川主税、中村半次郎、小栗忠順の養子・又一、武市半平太を描いた短編四篇収録）2022年4月27日[26]

#### アンソロジー収録作品
- 「一樹の蔭」～収録：『読んで旅する鎌倉時代』講談社文庫（13人の作家のアンソロジー）2022年2月15日[27]

#### 小説誌掲載作品
- 歳三が見た海（「小説現代」2018年10月号 p.414～439）主人公は立川主税
- 波紋（「小説現代」2020年4月号 p.360～386）主人公は中村半次郎（桐野利秋）
- 恭順（「小説現代」2020年11月号p.226～251）主人公は小栗忠順の養子・又一忠道
- 誓約（「小説現代う」2021年11月号p.292～325）主人公は武市半平太（瑞山）
- 一樹の蔭（「小説現代」2022年1,2月合併号p.22～29）主人公は北条政子

#### オーディオブック
- 朗読CD「恭順」（作・朗読・演出：小栗さくら、友情出演：北織さよ、ディレクション：眞鍋香我）2025年5月24日[28]

### 作詞
1. 雷霆の龍（直江兼続イメージ曲／曲：小栗さくら）2009年8月23日
2. イロハ（上杉景勝幼少期イメージ曲／曲：小栗さくら）
3. 月の刃（上杉謙信イメージ曲／曲：あきつ）
4. 関ヶ原 (関ヶ原の戦いイメージ曲／曲：小栗さくら)2010年10月16日
5. 蓮（はちす／島左近イメージ曲／曲：あきつ）
6. 炎の月（真田信繁イメージ曲／曲：あきつ）2010年10月30日
7. 雁金の空（真田信之・信繁幼少期イメージ曲／曲：小栗さくら）
8. 黄昏星（江戸詰めの外様大名家の武士を描いた曲／曲：佳上哲也※和装侍系音楽集団MYST.第四号蓄音円盤「在（あり）」収録[29]）2010年11月23日
9. 砂の川（宇喜多秀家室・豪姫イメージ曲／曲：まついえつこ）2011年10月15日
10. '大好き'の気持ち（すわこイメージ曲／曲：小池勝彦）2012年9月15日
11. 幻の桜（仁科盛信イメージ曲／曲：田中俊輔＠うどんタイマーP）2013年4月29日
12. 魂の絆（真田４代―幸隆・昌幸・信之・信繁・大助・大八―イメージ曲／曲：小池勝彦）
13. 紅蓮（細川忠興イメージ曲／曲：田中俊輔＠うどんタイマーP）2013年10月19日
14. 青き夢（土方歳三義豊イメージ曲／曲：小栗さくら）2014年5月11日
15. 明鏡止水（沖田総司イメージ曲／曲：田中俊輔）
16. 手向花―タムケノハナ―（永倉新八イメージ曲／曲：田中俊輔）
17. 暁（新選組イメージ曲／曲：田中俊輔）
18. 信濃の国 上田！！（詞：さくらゆき※遠野ゆきと共作）2015年1月30日
19. 夢幻の調べ（織田信長イメージ曲／曲：真鍋貴之）2014年10月18日
20. 天下無双（本多忠勝イメージ曲／曲：真鍋貴之）
21. 夢のあとさき（石田三成イメージ曲／曲：真鍋貴之）
22. 返照（宇喜多秀家イメージ曲／曲：田中俊輔）
23. 比類なき眼（真田昌幸イメージ曲／曲：望月俊）2015年12月13日
24. 龍よ、その道を征け（上杉主従／上杉景勝・直江兼続イメージ曲／曲：森伸弘）
25. 弧月（真田信之イメージ曲／曲：田中俊輔）
26. 時の花（真田信繁娘・阿梅イメージ曲／曲：小池勝彦）
27. 寂光浄土（藤原秀衡イメージ曲／曲：伊勢賢治）2016年10月15日
28. 六道の果て（建礼門院イメージ曲／曲：伊勢賢治）
29. 明日への代償（徳川家康の三方原の戦いを描いた曲／曲：伊勢賢治）
30. 長篠（長篠の戦いイメージ曲／曲：伊勢賢治）
31. 不撓不屈（立花宗茂イメージ曲／曲：伊勢賢治）2018年8月4日
32. 礎（いしずえ）（小栗上野介忠順イメージ曲／曲：法西隆宏）
33. 雫（和宮親子内親王イメージ曲／曲：田中俊輔）
34. 為政清明（大久保利通イメージ曲／曲：伊勢賢治）
35. ふるさとの花（足利氏姫イメージ曲／曲：伊勢賢治）
36. 栄華の果て（平知盛イメージ曲／曲：伊勢賢治）2020年12月1日
37. 天高く（北条政子イメージ曲／曲：伊勢賢治、野口忠明）
38. 流浪の刻（細川幽斎（藤孝）イメージ曲／作曲：田中俊輔）
39. 桜の宴（豊臣秀吉イメージ曲／作曲：伊勢賢治）
40. 先陣の鬼（井伊直弼イメージ曲／作曲：伊勢賢治）
41. 木崎原（島津義弘イメージ曲／作曲：伊勢賢治）
42. 信じる道へ～丸毛戦記～（アニメ「丸毛戦記」主題歌[30]／作曲：伊勢賢治）2021年3月6日
43. 傍らの月（豊臣秀長イメージ曲／作曲：眞鍋香我）2024年10月19日
44. 北の虎（最上義光イメージ曲／作曲：眞鍋香我）
45. 寄す処（亀寿姫（島津義久娘）イメージ曲／作曲：眞鍋香我）
46. 天下一の誇り（今川義元イメージ曲／作曲：眞鍋香我）

## メディア掲載

### コラム・書評
- 時代劇専門チャンネル連載コラム「歴ドル小栗さくらの必殺発見伝」2011年11月30日 -
- 戦国テンカトリガー(ガンホー・オンライン・エンターテイメント)歴史コラム「小栗さくらのテンカトリ日記」2012年4月20日 - 8月9日
- 週刊実話「歴ドル小栗さくらニッポン偉人墓所巡りの旅」2013年6月20日号 - 12月12日号
- 「この時代小説がすごい！2014年版」書評（宝島社）2013年12月9日
- 「この時代小説がすごい！2015年版」書評（宝島社）2014年12月10日
- 「この時代小説がすごい！2016年版」書評（宝島社）2015年12月10日
- ユカリノ連載コラム「歴史タレント小栗さくらがゆく！幕末維新のみち」[31]2017年9月-
- ユカリノ連載コラム (2018年7月 - )[32]
- 吉川弘文館「本郷」9月号 No.137「歴史のヒーロー・ヒロイン」に寄稿(明智光秀) 2018年8月[33]

### 新聞
- 夕刊フジ(2011年1月18日)
- 四国新聞(2011年7月23日)
- 日本経済新聞NIKKEIプラス1(2011年7月30日)
- 信濃毎日新聞信州ガールズアイドル(2012年1月14日)
- 岐阜新聞(2012年10月7日)
- 日本経済新聞NIKKEIプラス1(2013年8月3日)
- 茨城新聞(2013年11月17日)
- 信濃日報(2015年8月23日)
- 中日新聞長野県版(2015年11月2日)
- 中日新聞長野県版（2016年4月8日）
- 中日新聞長野県版(2016年4月10日)
- 朝日新聞(2017年4月14日)
- 「リレーおぴにおん・維新150年：知られぬ幕臣、歴史は偏る」朝日新聞(2018年4月10日)[34]
- 「歴史タレント小栗さくらさんと巡る 埼玉ゆかりの三姫探訪」東武朝日新聞(2018年4月13日)

### コンテンツ
- モバイル☆ムーMAX 新選組井上源三郎 (2011年9月15日)
- ピーエムオフィスエー「プラスチックキット 国宝松本城」コラム(2013年1月)
- ユーキャン「マナトピ～井伊直虎～」2017年3月7日-
- JR東日本「びゅうたび～山形～」2017年3月23日-
- ユーキャン「まなびスタイル」2017年3月31日
- ユカリノ「星野リゾートで歴女子旅・特集」2017年[35]

### 雑誌・その他
- 「FLASH」高杉晋作 インタビュー(2010年8月17・24日号)
- 「歴史奇行ミステリー」(2010年11月6日増刊号)
- 「るるぶ長野 松代」真田ゆかりの地をめぐる歴史ウォーク(2015年3月6日発売)